# Châteauvieux (Var)
Châteauvieux is een gemeente in het Franse departement Var (regio Provence-Alpes-Côte d'Azur) en telt 73 inwoners (2009). De plaats maakt deel uit van het arrondissement Draguignan.

## Geografie
De oppervlakte van Châteauvieux bedraagt 15,3 km², de bevolkingsdichtheid is dus 4,8 inwoners per km².
De onderstaande kaart toont de ligging van Châteauvieux (Var) met de belangrijkste infrastructuur en aangrenzende gemeenten.

## Demografie
Onderstaande figuur toont het verloop van het inwonertal (bron: INSEE-tellingen).